# Carlos Estévez Gazmuri
Carlos Estévez Gazmuri (Santiago, 4 de diciembre de 1870 - Santiago,11 de julio de 1955) fue un político, abogado y académico, chileno.
Decano de la Facultad de Derecho de la Pontificia Universidad Católica de Chile desde (1942-1950)participó como diputado por la ciudad de La Serena en el XXXVI Periodo Legislativo del Congreso Nacional de Chile conocido como Congreso Termal, en donde el presidente Carlos Ibáñez del Campo elaboró los cupos y listas de candidatos, quitando al Congreso su carácter de democrático.
Fue subsecretario del Ministerio de Guerra, entre 1899 y 1905. Luego pasó a desempeñarse como abogado del Consejo de Defensa Fiscal en Santiago, desde 1905 a 1927.

## Primeros años de vida
Fue hijo de Ramón Estévez Castillo y de Elena Gazmuri Albano. Estudió en el Colegio de los Sagrados Corazones, y Derecho de la Universidad de Chile. Juró como abogado el 27 de marzo de 1893, su tesis se tituló "La acción de nulidad de matrimonio según el artículo 34 de la ley de matrimonio civil".

### Matrimonio e hijos
Casado con María Teresa Vives Bravo, matrimonio del cual nacen 9 hijos: Ramón, José, Carlos, Ricardo, Sara, Teresa, Regina, Ana y Leticia.

## Academia
Fue profesor de Derecho Constitucional en la Universidad de Chile, desde 1897 hasta 1928, primero hasta 1901, como profesor extraordinario, y luego como titular. También fue docente de Hacienda Pública y Estadística en la Universidad Católica y profesor de Derecho Constitucional en la Universidad Católica desde 1930, lo era aún en 1940. Miembro académico de la Facultad de Leyes de la Universidad de Chile, fue Decano de la Facultad de Ciencias Jurídicas y Sociales, entre 1942-1950 y Consejero de la Universidad Católica.

## Actividades
Miembro del Colegio de Abogados de Chile, fue el primer presidente elegido en el Colegio, fue su director desde 1925 hasta 1934; también fue vicepresidente. Socio del Club de la Unión, y Club Conservador Fernández Concha. Presidente de la Compañía de Consumidores de Gas de Santiago (Gasco).

## Vida política
Fue miempbro del Partido Conservador. Fue elegido diputado por la 4ª Agrupación Departamental de La Serena, Coquimbo, Elqui, Ovalle, Combarbalá, e Illapel, en el período de 1930 a 1932, y fue reelecto por la 7ª Agrupación Departamental de Santiago, primer distrito, en los períodos de 1933 a 1937 y de 1937 a 1941. Integró las comisiones de Constitución, Legislación y Justicia (1930 a 1932, 1933 a 1937, 1937 a 1941), fue presidente de este comité a partir de 1933 (año en que se agrega la palabra Constitución), y durante los dos últimos períodos legislativos.

## Libros
Autor de las siguientes obras: 
- “Reformas que la Constitución de 1925 introdujo a la de 1833” (1942).[2]
- “Elementos de derecho constitucional chileno” (1949).
- “Manual del abogado” (1950).